# Distretto di Calca
Il distretto di Calca è un distretto dell'omonima provincia, in Perù. Si trova nella regione di Cusco.